# 聖阿瑟夫座堂
圣阿瑟夫座堂（英語：St Asaph Cathedral）是英國威爾斯北部登比郡聖阿瑟夫的一座威爾斯教會教堂。這座教堂的歷史可以追溯至1400年之前，現在的教堂建築歷史開始於13世紀。這座教堂有時被認為是英國最小的聖公宗座堂。1930年，教堂發生沉降問題。1935年，教堂完成重建。

## 外部連結
维基共享资源上的相關多媒體資源：聖阿瑟夫座堂

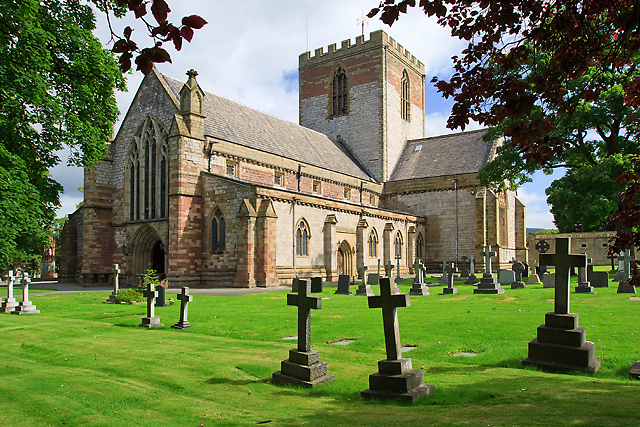
聖阿瑟夫座堂

- Artwork at St Asaph Cathedral （页面存档备份，存于）

53°15′26″N 3°26′31″W / 53.25722°N 3.44194°W